# آگورا هیلز (ترانه)
«آگورا هیلز» ترانه‌ای از رپر و خوانندهٔ آمریکایی دوجا کت برای چهارمین آلبوم استودیویی وی، اسکارلت (۲۰۲۳) می‌باشد که از سوی کموساب و آرسی‌ای رکوردز به‌عنوان دومین تک‌آهنگ آلبوم منتشر گردید. 